# Senebi I. (Meir)

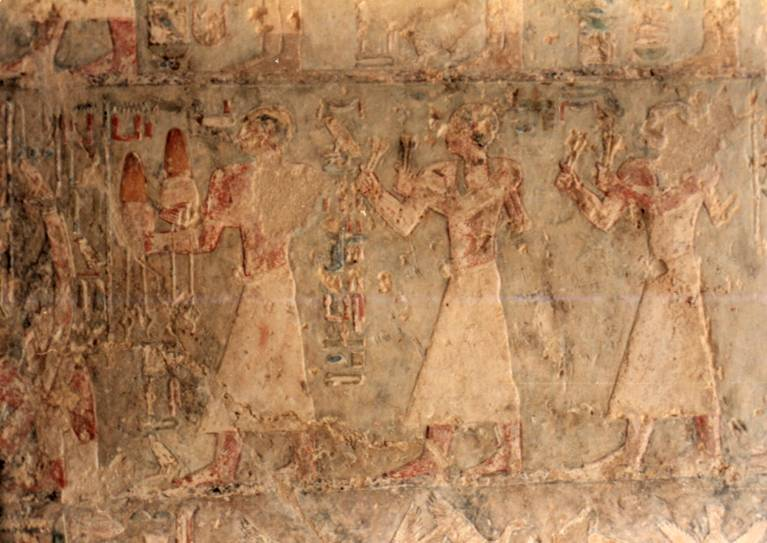
Darstellung dreier Diener im Grab des Senebi

Senebi war ein lokaler Fürst im Alten Ägypten zur Zeit der frühen 12. Dynastie. Er ist vor allem durch sein Grab in Meir (B 1) bekannt.
Senebi trug verschiedene Titel, war aber vor allem Bürgermeister (Hati-a) und Priestervorsteher. Von seiner Person ist sonst wenig bekannt. Sein Vater hieß Uchhotep. Seine Gemahlin war eine Frau mit dem Namen Permerutmeres. Nur ein Sohn mit dem Namen Uchhotep ist bezeugt, der der Nachfolger im Amt des örtlichen Statthalters wurde. Senebi selber amtierte wahrscheinlich unter König Amenemhat I. Er ist der erste bisher bekannte Statthalter an diesem Ort und anscheinend der Begründer einer Dynastie von lokalen Statthaltern.
Seine Grabkapelle besteht aus einem Raum, der an allen Wänden mit bemalten Relief ausdekoriert ist. Mehrmals ist hier Senebi dargestellt, wie er Opfergaben von Dienern erhält. Auf der Nordwand sieht man ihn zweimal auf einem Boot bei der Jagd in den Marschen. Auf der Ostwand befindet sich eine Jagdszene. Hier sieht man Senebi, wie er mit Pfeil und Bogen auf wilde Tiere schießt. Die Darstellung ist in der ägyptischen Kunst ungewöhnlich, da Senebi weit vorgebeugt dargestellt ist. Ägyptische Figuren, vor allem von wichtigen Personen, sind meist eher statisch und bewegungslos dargestellt.
Das Grab des Senebi wurde von Aylward Manley Blackman aufgenommen und 1914 publiziert.